# NCsoft Austin
NCsoft Austin ist ein US-amerikanisches Unternehmen, mit Firmensitz in Austin, Texas, das Massively Multiplayer Online Role-Playing Games (MMORPG) entwickelt. Sie wurde im April 2000 unter dem Namen Destination Games, Inc. von Richard Garriott, Robert Garriott und Starr Long gegründet, nachdem Richard Garriott und Long, die von Richard und Robert gegründete Firma Origin Systems verlassen hatten. Robert Garriott war schon 1995 bei Origin ausgeschieden. Der Name Destination (dt.: Ziel) ist eine klare Anspielung auf Origin (dt.: Ursprung). Richard Garriott und Starr Long hatten zuvor führend an der Entwicklung von Ultima Online gearbeitet.
Am 17. Mai 2001 gab Richard Garriott auf der Electronic Entertainment Expo die Zusammenarbeit mit der südkoreanischen Firma NCsoft bekannt. In Austin wurde daraufhin der amerikanische Hauptfirmensitz von NCsoft gegründet und Robert Garriott wurde Vorstandsvorsitzender CEO von NCsoft Nordamerika. Destination Games war an der Anpassung der Lineage Reihe von NCsoft für den amerikanischen Markt beteiligt. 2007 erschien das erste von Destination Games selbstentwickelte Spiel, das von Richard Garriott mitentwickelt wurde, Tabula Rasa.
2008 wurde Garriott entlassen, er verklagte daraufhin NCsoft auf Abfindung und erreichte vor Gericht, dass ihm 32 Millionen Dollar zugesprochen wurden.